# شريط حساس للضغط

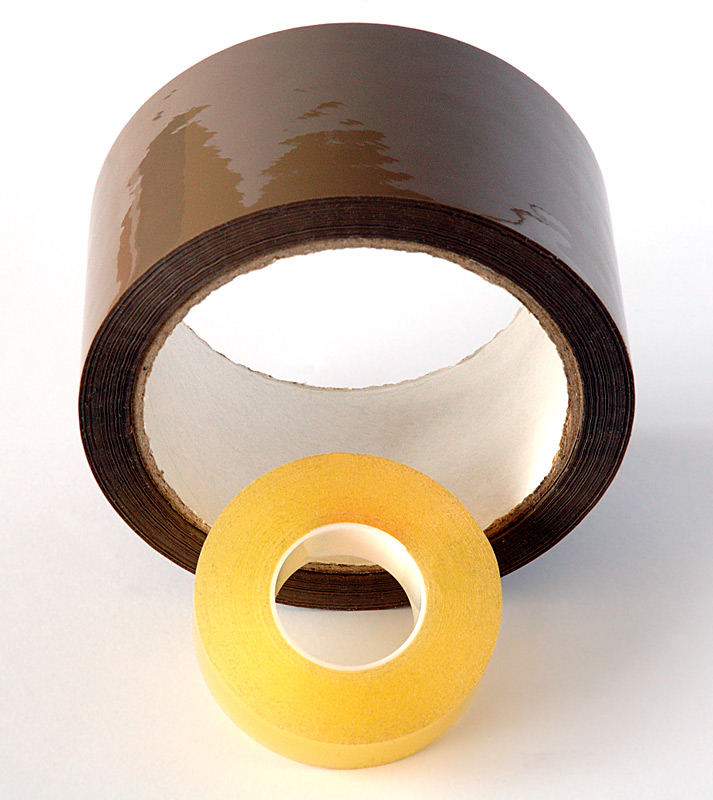
بكرتان من الشريط اللاصق.

الشريط الحساس للضغط والمعروف أيضًا في العديد من الدول باسم الشريط اللاصق أو الشريط ذاتي اللصق هو شريط لاصق والذي يلتصق بالضغط عليه عند وضعه، دون الحاجة إلي تفعيله بواسطة المذيبات أو الحرارة أو الماء. ويمكن استخدامه في المنزل والمكتب والمصانع والمؤسسات لأغراض عدة.
يتكون الشريط من  لاصق حساس للضغط مثبت علي مادة داعمة مثل الورق، أو الأفلام البلاستيكية أو قطع القماش أو الرقائق المعدنية. ولبعضها بطانة قابلة للإزالة والتي تحمي اللاصق حتى تتم إزالة البطانة. ولبعضها طبقات من المواد اللاصقة أو الفتيل أو المواد سهلة الإزالة أو الخيوط أو الطبعات، وما إلى ذلك، والتي يتم تصنيعها لتنفيذ وظائف محددة.
سيلتصق دون الحاجة إلي تفعيله بواسطة المذيبات أو الحرارة أو الماء. وذلك علي عكس «اللاصق الشمعي» أو  «الشريط اللاصق» الذي يتم تفعيله بالماء والذي يتطلب مياه دافئة لتفعيله. وبالمثل، تحتاج بعض الأشرطة «التي يتم تفعيلها بالحرارة» إلى حرارة لتفعيلها.
يمكن استخدام الأشرطة أحادية الجانب للصق علي سطح معين أو لربط مادتين متجاورتين أو متداخلتين. أما الشريط ثنائي الجانب (حيث توجد المادة اللاصقة علي كلا الجانبين)، فيمكن استخدامه لربط عنصرين معًا مع مواجهة الجانب الخلفي لأحدهما للجانب الخلفي للآخر.
كان الدكتور هوراس داي - وهو طبيب جراح - أول من طور اللاصق الحساس للضغط في عام 1845.(1) وبعد ذلك تم طرح الأشرطة في الأسواق في أوائل القرن العشرين.